# Карастелек
Карастелек (рум. Carastelec) — село у повіті Селаж в Румунії. Адміністративний центр комуни Карастелек.
Село розташоване на відстані 412 км на північний захід від Бухареста, 29 км на північний захід від Залеу, 89 км на північний захід від Клуж-Напоки.

## Населення
За даними перепису населення 2002 року у селі проживали 1065 осіб.
Національний склад населення села:
| Національність | Кількість осіб | Відсоток |
| -------------- | -------------- | -------- |
| угорці         | 1048           | 98,4%    |
| румуни         | 9              | 0,8%     |
| цигани         | 8              | 0,8%     |

Рідною мовою назвали:
| Мова      | Кількість осіб | Відсоток |
| --------- | -------------- | -------- |
| угорська  | 1047           | 98,3%    |
| румунська | 9              | 0,8%     |
| циганська | 9              | 0,8%     |